# سفونة

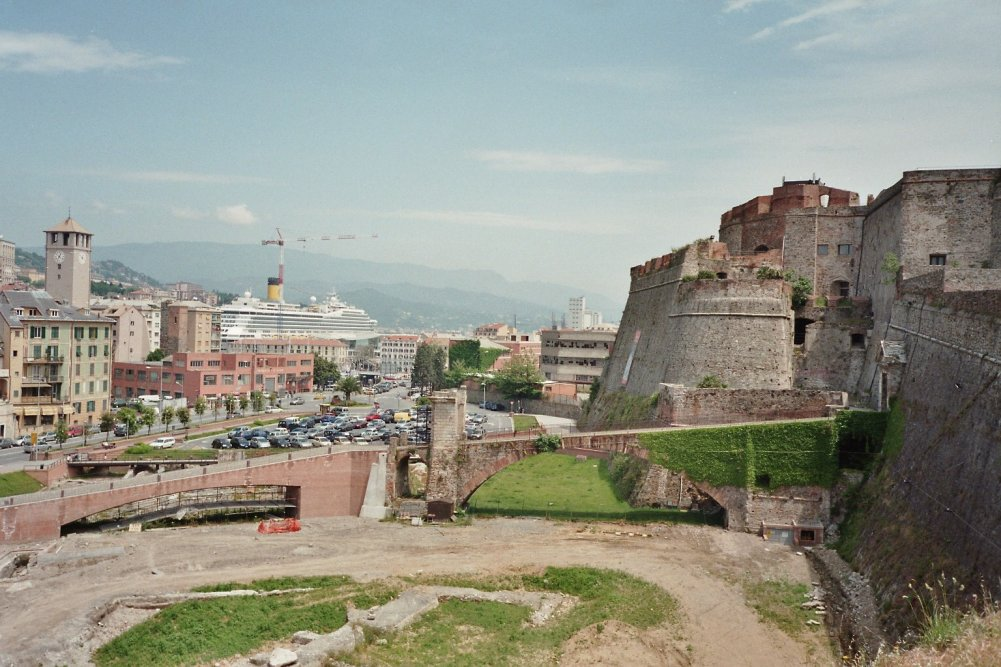
حصن بريامار

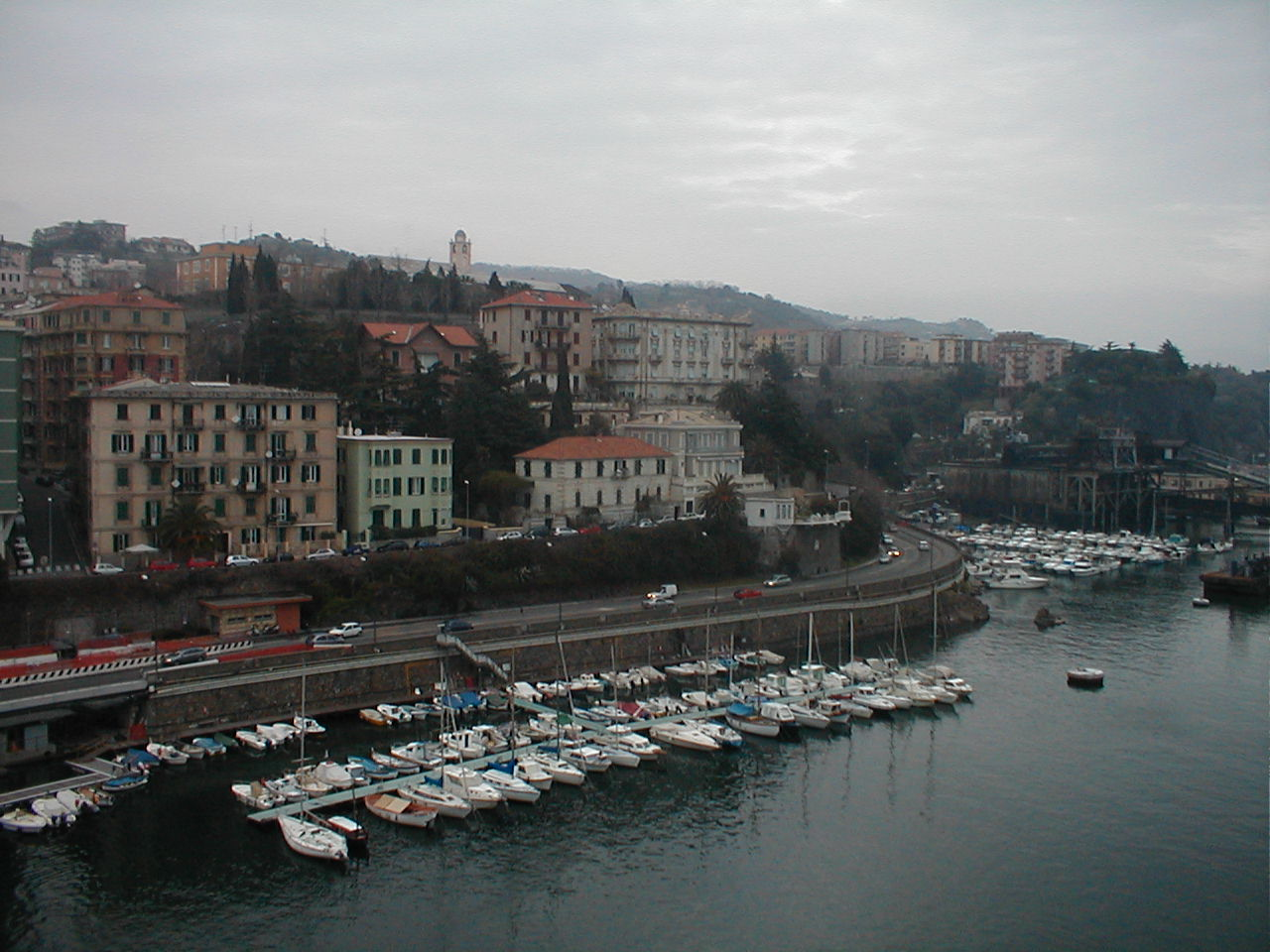
حي فيليتا

شغونة أو سفونة أو (نقحرة: سافونا) (بالإيطالية: Savona)‏ هي مدينة في الجزء الشمالي الغربي من إيطاليا ضمن إقليم لغرية وعاصمة مقاطعة سفونة وعدد سكانها 61.766 نسمة، مطلة على بحر لغرية، تقع على شاطئ الرفييرا الإيطالية، قريبة من الحدود مع فرنسا.
كانت شغونة من المقار الرئيسية لصناعة الحديد الإيطالية، فبها أشغال الحديد من مسابك وبناء السفن وورش السكك الحديدية والمحلات الهندسية ومسبك النحاس الأصفر.

## السكان
في سنة 1861 بلغ عدد السكان 20٬271 نسمة، وتطور العدد ليصل في سنة 2011 لـ 60٬661 نسمة.
يظهر هذا المخطط البياني تطور النمو السكاني لـ شغونة

## التاريخ
كانت مركزا قديما لليغوريين، وتحالفت مع القرطاجيين ضد الرومان المتحالفين مع جنوة خلال الحرب البونيقية الثانية، ووفقا لتيتوس ليفيوس فقد خزن ماغو غنيمته فيها خلال هذه الحرب، وبعد أحداث متعاقبة استولى عليها الرومان عام 180 ق.م وأعطوها اسم "Savo Oppidum Alpinum" ثم شغونة مع نهاية القرن الثاني قبل الميلاد.
و برزت أهمية المكان في عهد الرومان من خلال مرفأ فادا ساباتيا Vada Sabatia (فادو)، لكونه في مفترق الطرق عبر جبال الأبينيني إلى بلاسنتيا، وحلت محل جنوة كأهم ميناء في بحر لغرية.
مع هجرة الشعوب الجرمانية تدهورت أحوالها ودمرت تماما عام 641 من قبل روتاري ملك اللومبادريين.
خضعت لسيطرة الفرنجة أيام شارلمان وأصبحت كونتية وستأنفت التجارة عبر البحر، بعد صراعات بحرية مع العرب بنيت خلالها سلسة أبراج مراقبة.
أنشئت بلدية شغونة الحرة في عام 1191، واشترت بلدية شغونة كل الأراضي التي يدعي آل دل كاريتو الإقطاعيين المركيزيين ملكيتهم إيّاها.
خاضت طوال تاريخها نضالا ضد هيمنة جنوى، في القرن الحادي عشر تحالفت في البداية مع جمهورية جنوة متناسيتين الصراع المرير، مالبثت أن عادتا إلى الصراع من جديد. وبني السافونيين بداية القرن الثاني عشر ميناء كافيا لذاتها كان أحد أهم وأكبر موانئ المتوسط، وزاد التناحر خاصة مع عائلة كامبوفريغوزو التي أراد عدد من أعضاءها (جانو الأول وتومازو) تأسيس سيادة شخصية (signoria). وانتهى الصراع مع جنوة بهزيمة حاسمة لشغونة عام 1528 واستولى عليها أندريا دوريا وفضلا عن القتلى العديدين ألحق بها الجنويون بها دمارا هائل.
و حلت الكارثة الاقتصادية مع الدفن النهائي للميناء، فحتى لا يجعله فرانسيس الأول ملك فرنسا مقرا كبيرا للتجارة عبر المتوسط، قامت جنوة بجعل ميناءها عديمة الفائدة مستغلين ركام وحجارة التدمير اللاحق بالمدينة لدفن حوض سفن الميناء.
و منذ تلك اللحظة تبعت شغونة مصير جمهورية جنوة.
عام 1746 استولى عليها ملك سردينيا، لكنها أعيدت إلى جنوة بموجب معاهدة ايكس - لا- شابل Aix-la-Chapelle.